# 북극성-2형
《북극성-2》형은 조선민주주의인민공화국의 MRBM이다. 미국은 KN-15라고 부른다.

## 역사
2017년 2월 12일 구성시 이하리 인근에서 최초로 시험발사했다. 이동식 발사차량에서 콜드 런치로 발사되는 고체연료 미사일이다. 2월 16일은 김정일 75회 생일인 광명절이다. 2차 시험발사는 안주시 연풍호 인근에서 발사되었다.

## 특징

### 2단 고체로켓
김동엽 경남대 극동문제연구소 교수는 "이번에 발사한 미사일에 2단 추진체만 결합하면 ICBM으로 충분히 갈 수 있는 것"이라며 "결국 ICBM의 1단 추진체 실험이었다고 보면 될 듯하다"고 분석했다. 북한 언론은 단분리에 성공하였다고 자랑하여, 《북극성-2》형이 2단 고체로켓이라는 점을 강조했다. 그러나 공개된 사진으로 보면 2단 로켓의 길이는 매우 짧을 것으로 추정된다.
러시아의 3단 고체연료 토폴 미사일의 1단 길이는 10 m가 안되는데, 북극성 2호는 12~15 m 정도라고 알려졌기 때문에, 추후 보다 길이가 긴 2단과 3단을 사용하여 ICBM으로 개량될 가능성이 있다.

### 콜드 런치
북한의 2단 고체연료 북극성 2호는 궤도 차량에 장착된 미사일 튜브 상단의 뚜껑이 떨어져 나가고, 미사일 튜브를 수직으로 세운 후에, 고압의 가스로 공중으로 쏘아올려, 공중에서 점화를 시작하는 콜드 런치로 발사되었다. 러시아의 대표적인 3단 고체연료 ICBM인 토폴 미사일과 동일한 방식이다. 토폴 미사일은 미사일 튜브 상단의 뚜껑이 떨어져 나가고 발사되는 유투브 동영상이 공개되어 있으며, 이러한 발사준비시간이 불과 1분이라고 알려져 있다. 30분이 걸리는 한국의 킬 체인(재래식선제공격)은 북한의 이동식 탄도 미사일의 발사준비시간이 2시간이라는 전제에 세워진 전략인데, 토폴 미사일처럼 1분만에 발사가 되면, 킬 체인(재래식선제공격)이 불가능하다.토폴 미사일 미사일 튜브와 북극성 2호 미사일 튜브가 매우 닮았다.

### 미사일 방어
킬 체인이 무력화 되면 미사일 방어만이 가능해지며, 패트리어트 미사일은 북극성 2호를 막을 수 없다고 알려져 있어서, 사드의 대량 배치가 이루어질 것이다. 한국은 2조원인 사드 1개 포대를 주한미군이 성주에 배치하면, 3개 포대를 한국 공군이 수입해 배치할 계획이다.
그러나 북한 언론은 북극성 2호가 사드 회피 기술을 보유했다고 자랑했다. 패트리어트는 원래 북극성 2호 방어능력이 없기 때문에, 북한 언론이 자랑한 회피기술이란 사드 회피 능력을 의미하는 것이다. 만약 킬 체인에 이어 사드까지 뚫리면, 한국은 독자 핵무장을 하여 제1격, 제2격을 준비하는 핵무기 전략을 수립해야만 한다. 미국의 핵우산은 소련의 핵우산에 대한 대응조치였기 때문에, 북한이 킬 체인과 미사일 방어까지 뚫는 핵무기를 보유하면, 맞핵보유 이외에는 일체 정책 선택이 불가능해진다.
북한의 신형 탄도미사일은 남북 및 미국과의 미사일 경쟁 패러다임이 바뀌는 게임 체인저(Game Changer)의 등장이어서 군의 대응체계 마련이 시급하다는 지적도 나온다.
한국 언론이 북극성 2호가 게임체인저인가 하는 보도를 하는 이유는, 한국의 비핵화 정책에 따른 킬 체인, 미사일 방어라는 양대 축이 무너진다는 의미이다. 한국이 비핵화를 더 이상 유지할 수 없는 상태가 되는 게임체인저가 북극성 2호라는 의미이다.

## 유사 미사일

### 파이오니어 미사일

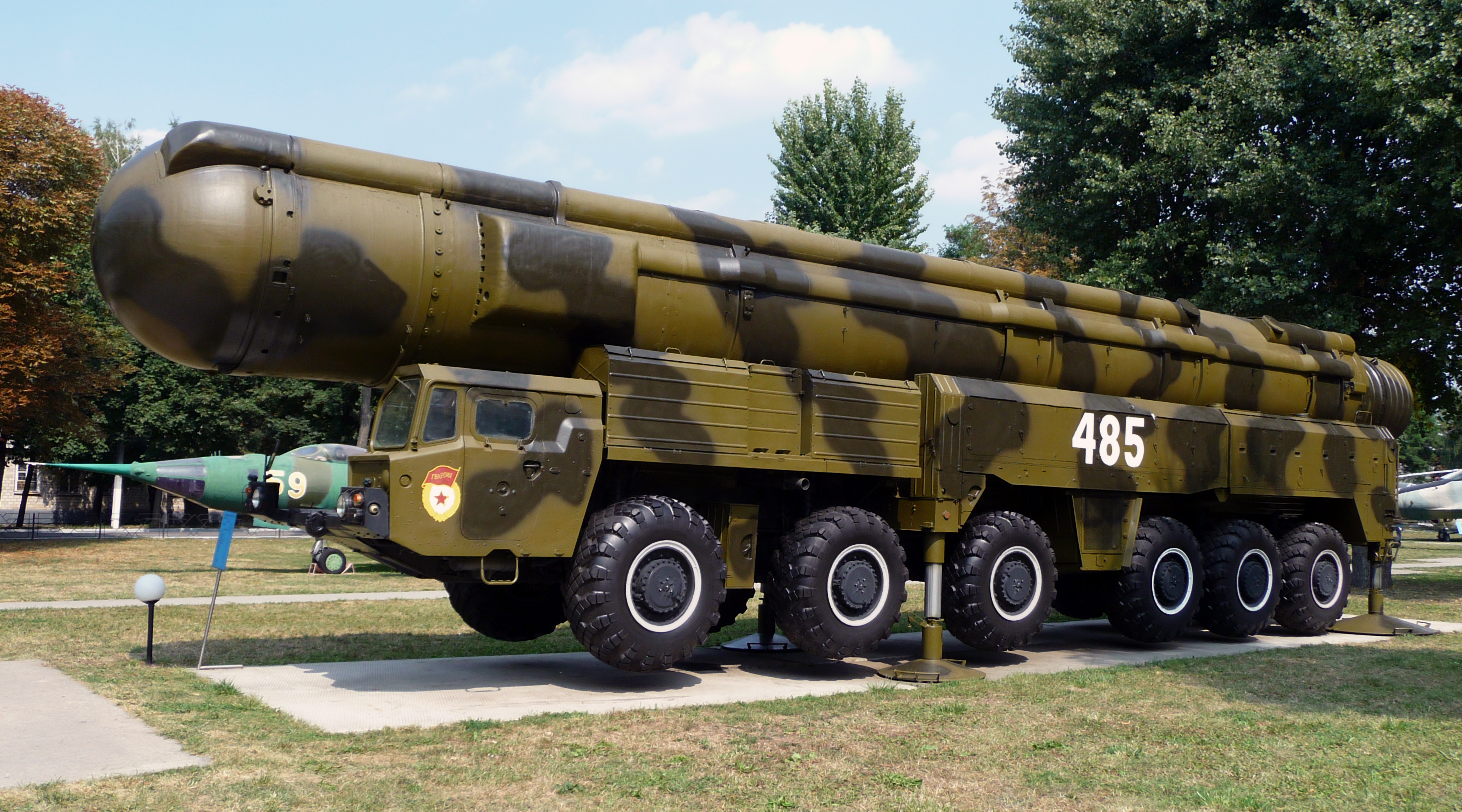
파이오니어 초기형은 SS-20, 후기형은 SS-28이라고 부른다

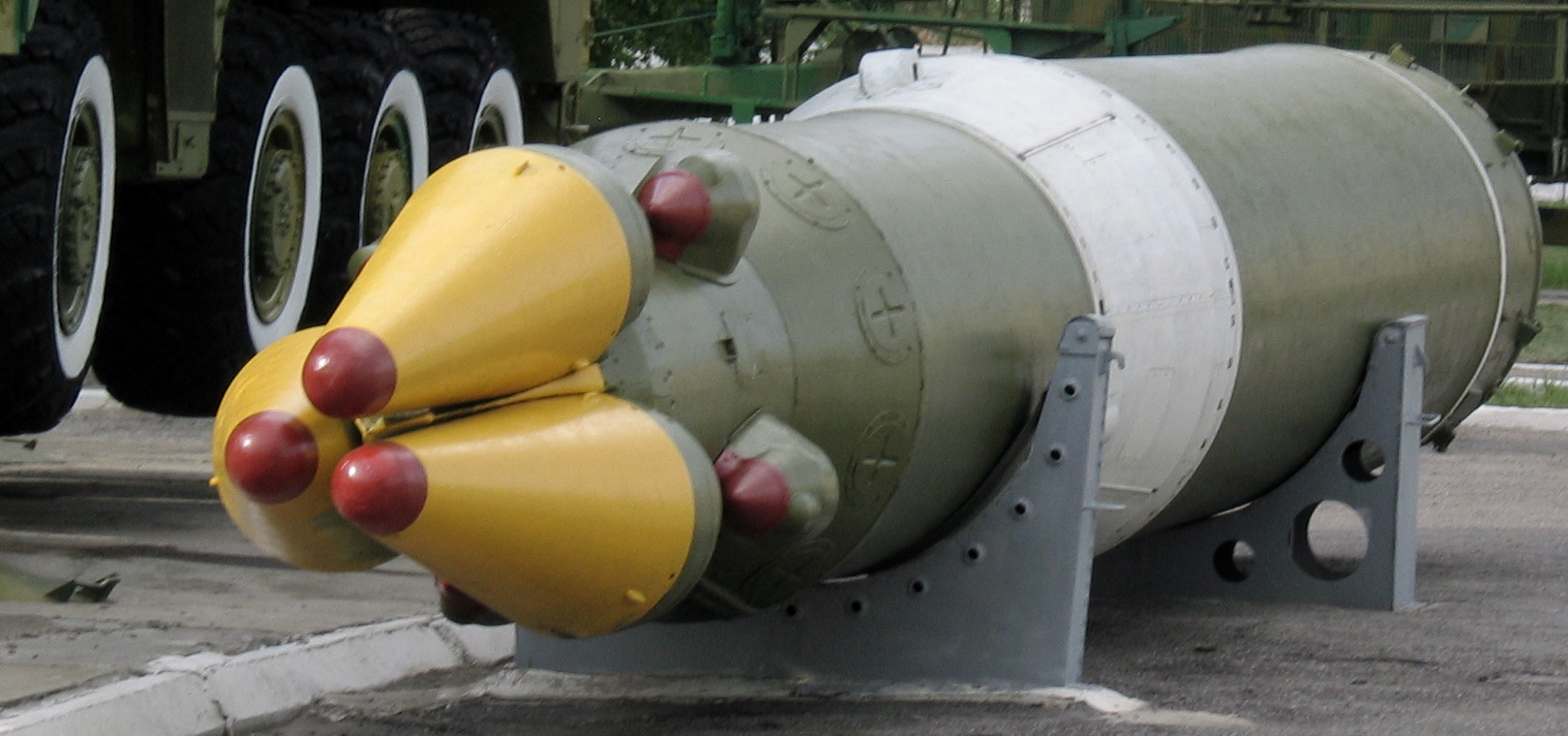
150kt 수소폭탄 3발을 탑재한 SS-28

북극성 2호처럼 2단 고체연료, 콜드 런치, 이동식 발사차량인 중장거리 핵탄도 미사일로 유명한 것은 소련의 파이오니어 미사일(SS-20)이다. 냉전 시절에 파이오니어로 미소가 크게 대립했었으며, 원래는 독일 주변의 동유럽 파이오니어로 미소가 크게 대립하였지만, 이후에는 소련이 한반도로 파이오니어를 전개했었다. 사거리 5,000 km, 150kt 수소폭탄 3발을 탑재했다. INF 조약이 체결되어 미소간 대립이 해소되었다.
INF 조약 당시, 소련의 파이오니어 등의 폐기에 대응한 미국측 미사일은 사거리 800 km 퍼싱-1(현무-2), 사거리 1800 km 퍼싱-2 핵탄도미사일과 사거리 2500 km BGM-109G 그리폰(현무-3) 핵순항미사일이다. 한국은 현재 퍼싱-2만 미보유 상태이다. 따라서, 북극성 2호에 대한 대응조치로 한국이 곧 퍼싱-2를 배치할 것을 추측할 수 있다.
100 kt 수소폭탄을 전략핵, 그 미만을 전술핵이라고 부른다. 파이오니어는 150 kt 수소폭탄 3발을 탑재한 전략핵미사일이다. 반면에 퍼싱-2는 80 kt 수소폭탄 1발을 탑재한 전술핵미사일이다.
2015년 3월, RS-24 야르 고체연료 3단 ICBM에서 1단을 제거한 것이 RS-26 루베즈라고 알려졌다. SS-16 고체연료 3단 ICBM의 사거리를 줄인 SS-20과 같은 개념이다.
- SS-16, 배치 1976년, 무게 43톤, 사거리 10500 km, 3단 고체연료, 차량이동식, 소련 최초 이동식 ICBM
- SS-20, 배치 1976년, 무게 37톤, 사거리 5500 km, 2단 고체연료, 차량이동식 IRBM
- RS-24 야르, 배치 2010년, 무게 49톤, 사거리 11000 km, 3단 고체연료, 차량이동식 ICBM
- RS-26 루베즈, 배치 2016년, 무게 20-50톤, 사거리 5800 km, 2단 고체연료, 차량이동식 IRBM

## 예측 시나리오

### 제1격
2017년 현재 지구상에 콜드 런치 고체연료 핵 탄도 미사일로 대통령의 핵가방 지시로, 단 몇분만에 즉시발사가 가능하여 제1격(핵선제공격)을 준비, 대기중인 나라는 미국 미니트맨 미사일과 러시아 토폴 미사일 뿐이다.
중국은 DF-41 등 콜드 런치 고체연료 핵 탄도 미사일을 다수 배치했지만, 공식적으로는 핵탄두가 분리되어 있는 핵무기 정책을 취하고 있다.
버락 오바마 대통령이 미국은 제1격을 그만두고, 중국, 프랑스, 영국 등과 같이 제2격만 유지하자고 미국 NSC에 안건을 회부했으나, 부통령, 국무장관, 국방장관이 모두 반대해 좌절되었다. 제1격의 정책 결정은 대통령의 통치행위이기 때문에, 대통령 행정명령만으로 결정되는 것이며, 의회 제정 법률이 간섭할 수 없는 영역이다.
만약 북한이 콜드 런치 고체연료 핵 탄도 미사일로 대통령의 핵가방 지시로, 단 몇분만에 즉시발사가 가능한 상태, 즉 제1격을 준비중이라고 공식 선언하면, 세계 3번째 제1격(핵선제공격) 국가가 된다.
핵전쟁 교리에서, 선제공격은 상대방 핵미사일 기지에 대한 선제공격을 말한다. 원래 2000년대(?) 이전에는 제1격(핵선제공격)만이 존재했다. 그러나 GPS 등, 미사일 정밀 유도 기술이 고도로 발달하여, 현재는 정밀타격이 가능한 재래식 탄도 미사일로 상대방 핵미사일 기지에 대한 선제공격이 가능해졌다. 한국의 킬 체인(재래식선제공격)이 그런 핵전쟁 전략이다.

### 《북극성-2》형 vs 현무 2호
2017년 남북한은 북극성 2호와 현무 2호의 개발경쟁을 하고 있다.
2017년 2월 12일, 북한은 지상대지 중장거리 전략탄도탄 '북극성-2'형 시험발사에 성공했다. 주변국가들의 안전을 고려해 사거리 대신 고도를 높이는 고각발상 방식으로 진행됐다. 참가자들은 김정은 위원장에게 안겨 기쁨의 눈물을 흘리고 만세를 불렀다.
북한 약도에는 2단형인 북극성-2형이 발사 후 약 57초 만에 1단을 분리한 것으로 나온다. 분리될 때 속도는 947m/s, 고도는 약 22.2km로 기록됐다. 이어 1분59초 만에 2단이 분리됐고, 이때 속도는 약 2천769m/s, 고도는 약 120.2km로 기록되어 있다. 미사일은 발사 후 7분10초 만에 최정점 고도 약 633.3km에 도달하고, 최정점 고도 구간에서 속도는 약 694m/s로 약도에 적혀 있다.
2017년 5월 24일, 미국의 미사일 전문가 존 실링은 북한전문매체 38노스에 기고한 '북극성 -2형 초기작전능력 근접'이란 제목의 글에서, 고체연료를 사용하며 사거리가 1200~1300km 정도인 이 미사일이 기존의 스커드나 노동미사일보다 더욱 위협적인 존재가 될 것이며, 북극성-2형 미사일로 스커드 미사일과 노동 미사일을 교체하려면 최소 5년이 걸릴 것으로 전망했다.
2017년 6월 23일, 한국은 현무-2C 시험발사에 성공했다.
|          | 북극성-2               | 현무-2C         | DF-16B             | 퍼싱2                           |
| 국적     | 조선민주주의인민공화국 | 대한민국        | 중국               | 미국                            |
| 길이     | 9-12 m                 | 10.5 m(퍼싱2)   | 10.5 m(퍼싱2)      | 10.5 m                          |
| 직경     | 1.6 m                  | 1 m(퍼싱2)      | 1 m(퍼싱2)         | 1 m                             |
| 무게     | 미확인                 | 7,462 kg(퍼싱2) | 7,462 kg(퍼싱2)    | 7,462 kg                        |
| 사거리   | MRBM 2,000 km          | SRBM 800 km     | MRBM 1,000 km 이상 | MRBM 1,800 km                   |
| 추진     | 2단 고체연료           | 2단 고체연료    | 2단 고체연료       | 2단 고체연료                    |
| 탄두     | 핵탄두                 | 고폭탄          | 집속탄             | 5-80 kt W85 열핵탄두            |
| 유도방식 | INS                    | INS, 군용 GPS   | INS, GPS           | INS, 액티브 레이다 유도, TERCOM |
| CEP      | 30 m(퍼싱2)            | 30 m(퍼싱2)     | 30 m(퍼싱2)        | 30 m                            |
| 속도     | 마하 8.5(국정원)       | 마하 8(퍼싱2)   | 마하 8(퍼싱2)      | 마하 8                          |
| 발사대   | 이동식 장갑차          | 이동식 트럭     | 이동식 트럭        | 이동식 장갑차                   |
| 발사방식 | 콜드 런치              | 핫 런치         | 핫 런치            | 핫 런치                         |
| 시험발사 | 2017년 2월 12일        | 2017년 6월 23일 | 2017년 2월 20일    | 1977년                          |

- 남북한 시험발사일은 국가원수가 직접 참관한 시험발사 날짜이다.
- 현무-2C는 퍼싱2와 외양이 거의 똑같아서, 공개되지 않은 제원은 퍼싱2를 참조했다.
- 한국은 현무-2C 사거리가 800 km 라고 주장하는데, 1980년대 소련 KGB는 퍼싱2의 사거리가 2500 km라고 평가했다.
- 특별한 MD 회피기능이 없는 한, 마하 8 정도의 속도라면, MIM-104 패트리어트, 천궁, 사드, S-300, S-400이 모두 요격할 수 있다.

## 같이 보기
- 북극성 1호
- 북극성 3호